# Joanna Cymbrykiewicz
Joanna Cymbrykiewicz (ur. 1976) – polska skandynawistka, tłumaczka literatury duńskiej.
Doktor habilitowana literaturoznawstwa. Naukowo związana z Katedrą Skandynawistyki Uniwersytetu im. Adama Mickiewicza w Poznaniu. Do jej zainteresowań badawczych należy współczesna poezja i proza duńską.

## Monografie naukowe
- Motyw śmierci we współczesnej poezji duńskiej. Wrocław: Oficyna Wydawnicza Atut – Wrocławskie Wydawnictwo Oświatowe, 2008. ISBN 978-83-7432-313-0
- Biografia jako pretekst: modele współczesnych duńskich biofikcji. Poznań : Wydział Neofilologii UAM w Poznaniu, 2019. ISBN 978-83-954144-2-8

## Tłumaczenia
- Jussi Adler-Olsen, Zabójcy bażantów. Gdańsk: Wydawnictwo Słowo/obraz Terytoria, 2011[3].
- Jussi Adler-Olsen, Kobieta w klatce. Gdańsk: Wydawnictwo Słowo/obraz Terytoria, 2011[4].
- Jussi Adler-Olsen, Wybawienie. Gdańsk: Wydawnictwo Słowo/obraz Terytoria, 2014[5].
- Lone Thelis, Zaginione. Warszawa: Wydawnictwo W.A.B. – Grupa Wydawnicza Foksal, 2016[6].
- Lone Thelis, Urwany trop. Warszawa: Wydawnictwo W.A.B. – Grupa Wydawnicza Foksal, 2017[7].
- Jussi Adler-Olsen, Kartoteka 64. Katowice: Sonia Draga, 2018[8].
- Jussi Adler-Olsen, Pogrzebany. Katowice: Sonia Draga, 2018[9].
- Jussi Adler-Olsen, Wisząca dziewczyna. Katowice: Sonia Draga, 2019[10].
- Jussi Adler-Olsen, Kobieta z blizną. Katowice: Sonia Draga, 2020[11].
- Ane Riel, Żywica. Poznań: Zysk i Spółka, 2020[12].
- Niels Krause-Kjær, Strefa mroku. Katowice: Sonia Draga, 2020[13].